# Trindade e Martim Vaz
Trindade e Martim Vaz è un arcipelago situato a circa 1.200 km a est di Vitória (Brasile) nell'oceano Atlantico meridionale, appartenente allo Stato brasiliano dell'Espírito Santo.

## Geografia
L'arcipelago ha una superficie totale di 10,4 km² e una popolazione di 32 individui (personale della marina brasiliana). È composto da sei isole: Trindade, con un'area di 10,1 km², è la più grande, mentre Martim Vaz (che copre un'area di 0,3 km²) è la seconda isola dell'arcipelago per estensione.
Le isole hanno origini vulcaniche. In passato erano barriere coralline che vennero spinte sopra il livello del mare da un'eruzione vulcanica.

## Storia
Furono scoperte nel 1502 dall'esploratore portoghese Estêvão da Gama (cugino del più famoso Vasco da Gama) e restarono sotto il dominio del Portogallo fino all'indipendenza del Brasile. Dal 1890 al 1896 Trindade venne occupata dal Regno Unito, fino a quando non fu raggiunto un accordo con il governo brasiliano. Durante il periodo britannico Trindade era conosciuta con il nome di South Trinidad.

## Le isole
- Ilha da Trindade (20°31′30″S 29°19′30″W)
- Ilhas de Martim Vaz (20°30′00″S 28°51′00″W)
  - Ilha do Norte (20°30′00″S 28°51′00″W)
  - Ilha da Racha o Ilha Martim Vaz (20°30′18″S 29°20′42″W)
  - Rochedo da Agulha
  - Ilha do Sul (20°31′00″S 28°51′00″W)